# Ібрагімов Ельдар Саїдович
Ельдар Саїдович Ібрагімов (нар. 22 червня 1976) — український футболіст та тренер, виступав на позиції півзахисника.

## Кар'єра гравця
Розпочав грати в футбол у ранньому дитинстві. У 8 років мати відвела його в СДЮШОР з рідного міста Самарканда. Одночасно з футболом Ельдар добре вчився в школі, він закінчив школу із золотою медаллю. Потім він вступив до медичного інституту (закінчив з професією стоматолог) і припинив займатися футболом. Коли закінчував інститут опинився в Миколаєві, де почав знову займатися футболом.
У 1997 році потрапив у клуб «Миколаїв», де тренером був Анатолій Заяєв. Пізніше Ібрагімов виступав за клуби: «Металург» (Нікополь), «Прикарпаття» (Івано-Франківськ), «Енергетик» (Бурштин) і «Буковину». Влітку 2000 року перейшов у житомирське «Полісся», в команді провів близько 3-х років і зіграв 96 матчів, забив 28 м'ячів у Другій і Першій лізі України.
Взимку 2004 року перейшов до харківського «Металіста». Разом з командою в сезоні 2003/04 років посів 2-е місце в Першій лізі і вийшов до Вищої ліги. У Вищій лізі дебютував 20 липня 2004 року в домашньому матчі проти донецького «Металурга» (1:4), Ібрагімов вийшов на 72 хвилині замість Андерсона Рібейро. Влітку 2005 року перейшов у «Харків», в команді провів 2 роки і зіграв 30 матчів у Вищій лізі. У 2006 році входив в список кандидатів у збірну кримських татар.
Влітку 2007 року перейшов до сімферопольського «ІгроСервіс», в команді став основним гравцем. Влітку 2009 року клуб припинив своє існування і всім гравцям команди було надано статус вільних агентів. У лютому 2010 року виступав у складі «Фороса» на Кубку Кримтеплиці. Навесні 2010 року виступав за команду «Гурзуф» в міському чемпіонаті Ялти. Пізніше виступав за «Таврію» з Новотроїцького в обласному чемпіонаті і миколаївське «Торпедо» в аматорському чемпіонаті України. Починаючи зими 2011 року знову виступає за «Гурзуф». З 2012 по 2013 рік виступав за ФК «Гвардієць». Потім на аматорському рівні грав за футзальні клуби.
Після анексії Криму прийняв громадянство російської федерації, наразі працює тренером в т.зв. академії футболу Криму.

## Досягнення
- Перша ліга чемпіонату України
  -  Чемпіон (1): 1997/98
  -  Срібний призер (1): 2003/04

- Друга ліга чемпіонату України
  -  Чемпіон (1): 1999/00

## Особисте життя
Ібрагімов за національністю кримський татарин. На початку 1990-х разом з батьками переїхав з Узбекистану в Крим.